# KkStB 25
A kkStB 25 egy gyorsvonati szerkocsisgőzmozdony-sorozat volt a cs. kir. osztrák Államvasutaknál (k.k. österreichischen Staatsbahnen, kkStB), melyek a Galizische Transversalbahn-tól (Gal.Tr.) kerültek  hozzá.

## kkStB 25
Ennek a sorozatnak a mozdonyait a StEG mozdonygyára szállította a kkStB-nek, amely beszámozta  1101-10, 45 és 46 pályaszámokra. Később átsorolta őket a 25 sorozatba az 1-12 pályaszámtartományba.. A mozdonyok Lembergbe voltak állomásítva.
Az első világháború után a megmaradt példányok a Lengyel Államvasutakhoz kerültek, ahol besorolást már nem kaptak, selejtezték őket.

## EWA IIb
Az  EWA IIb eredetileg a Bécs-Aspang Vasút (Wien-Aspang Eisenbahn , EWA) gyorsvonati gőzmozdonyai voltak, melyek eredetileg a III sorozatba voltak beosztva. Az 1B építési formájú mozdonyokat a StEG mozdonygyára építette 1885-ben. A három mozdony megegyezett a kkStB 25 sorozat mozdonyaival.
Az új pályaszámrendszerben kapták a IIb sorozat és 15-17 pályaszámjelölést. A mozdonyok a 3T-9, 3/4, 0,  szerkocsikkal voltak kapcsolva. A 15-ös számú mozdonyt 1922-ben selejtezték.
Amikor a BBÖ 1937-ben átvette a Bécs-Aspang Vasút üzemeltetését, a többi gép ebben a sorozatban nem kapott BBÖ pályaszámot. A Német Birodalmi Vasút (DRB) azonban 1938-ban üzembehelyezte őket az 52,7001-7002 pályaszámokon. Mivel az 52 sorozatot a DRB a hadimozdonyoknak adta, a gépeket 1942-től a átszámozták a 53,7801 53,7802 pályaszámokra.
Mindkét mozdony túlélte a második világháborút, de az Osztrák Szövetségi Vasutak nem foglalta bele a hosszabb távú számozási rendszerébe, és 1955-ben, illetve 1949-ben törölték az állományból őket.

## Fordítás
- Ez a szócikk részben vagy egészben  a   kkStB 25 című német Wikipédia-szócikk fordításán alapul.  Az eredeti cikk szerkesztőit annak laptörténete sorolja fel. Ez a jelzés csupán a megfogalmazás eredetét és a szerzői jogokat jelzi, nem szolgál a cikkben szereplő információk forrásmegjelöléseként.

Az eredeti szócikk forrásai szintén ott találhatóak.